# Norbanus guyoni
Norbanus guyoni is een vliesvleugelig insect uit de familie Pteromalidae. De wetenschappelijke naam is voor het eerst geldig gepubliceerd in 1870 door Giraud.